# Pantelitz
Pantelitz är en kommun och ort i Landkreis Vorpommern-Rügen i förbundslandet Mecklenburg-Vorpommern i Tyskland.
Kommunen ingår i kommunalförbundet Amt Niepars tillsammans med kommunerna Groß Kordshagen, Jakobsdorf,  Lüssow, Niepars, Steinhagen, Wendorf och Zarrendorf.